# Ilaria Capua
Ilaria Capua (Roma, 21 d'abril de 1966) és una viròloga i expolítica italiana. És experta en l'estudi dels virus causants de diferents tipus de grip, especialment la grip aviària, i impulsora de la ciència oberta mitjançant una campanya internacional que va iniciar el 2006 per promoure l'accés lliure a les seqüències genètiques dels virus dels diferents tipus de grip.

## Biografia
Nascuda a Roma el 1966, Ilaria Capua va llicenciar-se en veterinària a la Universitat de Perusa el 1989, i el 1991 va especialitzar-se en higiene i sanitat animal a la Universitat de Pisa. És doctora per la Universitat de Pàdua. Quan encara estava estudiant va fer una estada a l'Institut Zooprofilàctic de Perusa, on s'estudiaven diveses malalties d'animals. En un relat autobiogràfic descriu que, durant aquella estada, va tenir lloc el seu primer contacte amb els microbis, que va ser decisiu per al seu futur professional. El 1991 comença a treballar a l'Institut Zooprofilàctic dels Abruços i del Molise, a Teramo, on es fa càrrec del laboratori de virologia Des d'aleshores s'ha dedicat a l'estudi de virus patògens dels animals, especialment els que causen zoonosis.
El 1998 va començar a treballar a l'Institut Zooprofilàctic Experimental de les Venècies, a Legnaro, prop de Pàdua, en el qual ha dut a terme la major part de la seva carrera científica. Va ser diputada del Parlament italià (2013-2016) en representació del partit Scelta Civica (Elecció Cívica). El 2016 va abandonar la política per dedicar-se completament a la recerca científica. Actualment dirigeix el Centre d'Excel·lència “One Health” de Recerca i Formació, de l'Institut de Patògens Emergents, institució associada a la Universitat de Florida (Estats Units).
Està casada amb el també veterinari Richard J, William Currie, escocès, i tenen una filla, nascuda el 2004.

## Activitat científica
Ilaria Capua és experta en l'estudi dels virus que causen diferents tipus de grip, especialment els virus de la grip aviària. Els anys 1999 i 2000 Itàlia es va veure afectada per l'epidèmia de grip aviària més greu que s'havia produït a Europa, causada per una variant d'alta patogenicitat de l'influenzavirus A. La primavera del 2000 es va aconseguir erradicar el virus, però entre agost i novembre del mateix any va reaparèixer la soca de baixa patogenicitat i la infecció va afectar cinquanta-cinc granges avícoles de la regió del Vèneto. El 2002, el grup de recerca que dirigia va desenvolupar una estratègia de control d'aquesta malaltia que permetia distingir els animals infectats i que, per tant, han desenvolupat anticossos, dels que també en tenen, d'anticossos, però perquè han estat vacunats contra la grip aviària. Es coneix com a estratègia DIVA (de l'anglès, diferentiating vaccinated from infected animals). És una de les estatègies que la Comissió Europea i la FAO recomanen per lluitar contra la grip aviària.
El 2006 el grup de recerca que dirigia Capua investigava la soca H5N1 del virus de la grip aviària que es coneixia des de 1997 i havia passat també als humans. En el context global no afectava moltes persones, però causava una gran mortalitat entre les que s'infectaven amb el virus: aproximadament un 60%. Al principi, els brots epidèmics quedaven restringits a països asiàtics, per feia ja alguns anys que la malaltia s'havia anat estenent cap a l'Orient mitjà i Àfrica. El seu laboratori, mitjançant un projecte de formació i assistència desenvolupat amb la FAO, era un centre de referència per als investigadors dels països africans que es veien ara afectats per l'epidèmia. Un d'aquells laboratoris -de Nigèria- els va enviar la primera soca H5N1 aïllada a Àfrica i l'equip de Capua es va posar immediatament a analitzar el seu genoma. La seva anàlisi podia proporcionar informació molt valuosa sobre l'origen del virus i la seva patogenicitat, i podria facilitar el desenvolupament de mètodes diagnòstic i també vacunes. La publicació de la seqüència genètica d'aquella soca en una base de dades oberta va generar una gran polèmica en l'àmbit de la investigació de les malalties infeccioses.
En un estudi que Capua i els seus col·laboradors van publicar el 2009 a la revista PloS Pathogens, els autors van concloure que era molt més probable que es produís una pandèmia humana causada per un virus de grip aviària de subtipus H1, H2 o H3 que no pas del subtipus H5, que era el més estudiat, i suggerien la conveniència que viròlegs mèdics i veterinaris col·laboressin en una recerca sobre la reactivitat encreuada i el potencial pandèmic d'aquells subtipus.
El 2014 va ser investigada per una acusació que remuntava al 2005 i que la implicava a ella, al seu marit (veterinari també), a dirigents del Ministeri Italià de Salut i de l'Institut Zooprofilàctic de les Venècies. En total eren trenta-vuit persones acusades d'associació il·lícita amb la qual haurien comés els delictes de corrupció, abús de poder i tràfic il·lícit de virus. I ella sola era acusada d'haver causat les condicions per promoure una epidèmia. La revista L'Espresso va difondre el cas, al qual va dedicar la seva portada i va atribuir a Capua una presunta cessió il·lícita a empreses farmacèutiques de la soca "H7N3 Pakistan", un virus que hauria pogut causar una epidèmia a l'aviram i una massacre si hagués passat a l'espècie humana (per altra banda, un virus que només va difondre's en el Pakistan i mai va arribar a Itàlia, ni tan sols a Europa). Finalment, el 5 de juliol el jutjat de Verona que duia la instrucció preliminar va arxivar el cas perquè va considerar que els fets de què acusaven aquelles persones no s'havien produït. Malgrat que els acusats fossin exculpats, Ilaria Capua va abandonar la política i va accepar l'oferta de treball de l'Institut de Patògens Emergents de Florida.
Capua ha promogut el concepte d'Una sola salut (One Health), que té en compte la interdependència de la salut humana i la salut animal, les quals estan vinculades a l'ambient, com vasos comunicants. Com a directora del Centre "One Health", de Florida ha expressat la necessitat de reforçar el treball conjunt de les comunitats mèdica, veterinària i agrònoma.

## Ilaria Capua i la ciència oberta
Quan es va saber que l'Institut Zooprofilàctic Experimental de Legnaro disposava d'aquella mostra africana de la soca H5N1 del virus de la grip aviària i que n'estaven seqüenciant el genoma, un funcionari de l'oficina de l'Organització Mundial de la Salut (OMS) a Ginebra, va telefonar a Capua i li va indicar que dipositessin les dades de la seqüència genètica del virus en una base de dades d'accés restringit a la qual només tenien accés una quinzena de laboratoris de tot el món, que formaven l'elit de la recerca en el camp dels virus de la grip, com ara l'Institut Pasteur de París, l'Agència dels Laboratoris Veterinaris del Regne Unit, la Universitat Erasme de Rotterdam i grans centres de recerca dels Estats Units. A canvi de la cessió d'aquesta informació, tindrien la contrasenya per accedir a la base de dades i a la informació. Era una base de dades a la qual ella hauria volgut accedir moltes vegades per disposar d'informació útil per a la recerca que es feia al seu Institut, però no havia pogut fer-ho. Va pensar que no volia contribuir a perpetuar aquest sistema de ciència tancada, on la informació només és compartida per un petit grup de laboratoris i investigadors i, després de consultar-ho amb dos dels seus col·laboradors, va decidir que dipositarien la seqüència genètica del virus a GenBank, una base de dades d'accés obert que depèn dels Instituts Nacionals de la Salut dels Estats Units (NIH).

Capua va fer pública la seva decisió mitjançant Pro-MED-mail, un programa de distribució d'informació de la Societat Internacional de Malalties Infeccioses, al qual les persones acreditades poden enviar notícies sobre brots epidèmics de malalties infeccioses o parasitàries que afectin els humans, altres animals o plantes. Actualment aquest programa té uns 80.000 subscriptors repartits per gairebé tots els països del món. En el correu que va enviar a Pro-MED-mail deia:
Alguns de vosaltres m’heu demanat tenir accés (reservat) a les dades de la seqüència de les soques de HPAI H5H1 que hem aïllat. Envio aquest correu per informar que hem decidit dipositar la seqüència HA completa dels virus H5N1 nigerià i italià en una base de dades pública perquè creiem sincerament que la col·laboració entre viròlegs mèdics i veterinaris és essencial per millorar el coneixement de l'epidèmica causada pel H5N1, i que compartir les seqüències serà beneficiós per a tothom. Convidem altres científics a seguir el nostre exemple, amb el convenciment que la informació generada amb diners públics hauria de servir principalment per millorar el coneixement sobre temes de salut pública i que no posar la informació a l'abast de tothom «fins que s'hagi publicat» [en una revista científica] podria retardar el procés de comprensió de la dinàmica d'aquesta epidèmia, i a la majoria de nosaltres no ens paguen pas per això.
La decisió de Capua va originar controvèrsia en la comunitat científica. Per una banda, va rebre felicitacions i suport de col·legues de tot el món i el seu nom es va difondre més enllà del seu àmbit de recerca. Més enllà de revistes científiques com Nature i Science, se'n van fer ressò mitjans no científics com ara el diari financer The Wall Street Journal i diaris generalistes de gran tirada en mitjans de comunicació fora de l'àmbit científic, com ara The New York Times. Per altra banda, va rebre també moltes crítiques de col·legues perquè, en dipositar el resultat de la seva recerca en una base de dades oberta com GenBank abans de publicar-la en una revista científica, s'exposaven que la publiquessin altres investigadors, com així va ser: el genoma seqüenciat per Capua i el seu grup de recerca va ser publicat a Nature per un grup d'investigadors neerlandesos.
L'1 d'agost de 2006, OFFLU, la xarxa conjunta de l'Organització Mundial de Sanitat Animal i la FAO d'expertesa en grips animals va emetre un comunicat que informava que a partir d'aleshores, faria públiques de manera sistemàtica les seqüències genètiques dels virus de la grip aviària i amb aquesta decisió feia una crida a la comunitat científica, les organitzacions internacionals i a tots els estats perquè compartissin les soques i seqüències genètiques dels virus.
Capua i altres investigadors van proposar el 2006 la creació d'un consorci internacional per recollir i publicar dades sobre els virus de la grip aviària. És la GISAID (Global Initiative on Sharing Avian Influenza Data), que va inaugurar la seva plataforma digital el maig de 2008. A diferència d'altres bases de dades obertes, a les quals es pot accedir de manera oberta i que no protegeixen els drets dels autors dels treballs publicats, a la GISAD, els autors de les dades en mantenen la propietat i, per consultar-les, cal registrar-s'hi abans.
La decisó de Capua en favor de la ciència oberta i la posterior creació de la GISAID va fer possible que, en produir-se la pandèmia de la COVID-19, causada pel coronavirus SARS-CoV-2 (o HCoV-19) la recerca avancés molt més ràpidament. El 21 d'abril de 2020 ja s'hi havien publicat gairebé 11.000 seqüències genètiques del nou coronavirus, cosa que permetia estudiar-ne la difusió i epidemiologia molt més acuradament.

## Activitat política
Ilaria Capua va ser diputada al Parlament Italià de la XVII legislatura, inscrita en el grup parlamentari Scelta Civica per l'Italia. Durant el temps que va ser diputada va participar en comissions sobre polítiques de la Unió Europea, afers exteriors i comunitaris, cultura, ciència i instrucció, i agricultura. L'any 2016 va abandonar la política per dedicar-se de nou exclusivament a la ciència.

## Reconeixements
El 2008, la revista Seed va concedir-li el premi «Ment Revolucionària» (revolutionary Mind). El 2012, per iniciativa del president de la República Italiana va ser nomenada Grande Ufficiale Ordine al Merito della Repubblica Italiana. El 2014 va rebre el premi d'Excel·lència de la Societat Europea de Microbiologia Clínica i Malalties Infeccioses. El 2019 la Universitat de Perugia va concedir-li un doctorat Honoris Causa. És membre de l'Acadèmia Galileana de Ciències, Lletres i Arts de Pàdua (Itàlia). Ilaria Capua va guanyar el Segon Premi Europeu de Ciència Hipàtia que atorguen conjuntament l'Ajuntament de Barcelona i l'Academia Europaea «per la seva carrera investigadora realitzada al més alt nivell internacional, pel seu lideratge en la promoció de l'accés obert a la informació genètica sobre virus emergents i per l'impacte de les seves contribucions al concepte pluridisciplinari d'"una sola salut" (One Health». L'any 2023 va rebre un doctorat Honoris Causa de la Universitat de Palerm.